# Primal (computerspel)
Primal is een computerspel ontwikkeld door Guerrilla Cambridge en uitgegeven door Sony voor de PlayStation 2. Het actie-avonturenspel is uitgekomen in de VS op 25 maart 2003 en in Europa op 11 april 2003.

## Plot
Jennifer Tate, een 21-jarige vrouw, zoekt haar vriend in een reeks van demonische werelden. Gedurende het spel wordt meer duidelijk over Jennifers verleden en de relatie met haar vriend.

## Ontvangst
| Recensiescore             | Recensiescore |
| Recensieverzamelaar       | Score         |
| ------------------------- | ------------- |
| GameRankings              | 76,8%         |
| Metacritic                | 73%           |
| Publicist                 | Score         |
| Electronic Gaming Monthly | 7             |
| Eurogamer                 | 5             |
| Game Informer             | 6,75          |
| GameSpot                  | 7,9           |
| GameSpy                   | 3/5           |
| IGN                       | 8             |

Het spel ontving zowel gemengde als positieve recensies. Men prees het hoge productieniveau en de grafische presentatie. Kritiek was er op het tegenstrijdige gevechtssysteem en de eenvoudige verkenningspuzzels.